# Direitos LGBT na Cidade do Vaticano
O código legal que fala dos direitos LGBT na Cidade do Vaticano é baseada no código italiano Zanardelli de 1889, desde que foi fundada o estado independente da Cidade do Vaticano em 1929.
Embora o Papa Francisco, que foi soberano do estado da Cidade do Vaticano de 13 de março de 2013 até sua morte, tenha expressado apoio a uniões civis entre pessoas do mesmo sexo, a Cidade do Vaticano não as reconhece. O Papa já admitiu várias vezes em entrevistas que a homossexualidade não deveria ser considerada um crime e sim um pecado, mas que as suas uniões deveriam ser abençoadas mas jamais reconhecidas pela Igreja. 
Desde 1890, o território que é hoje em dia a Cida do Vaticano não possui nenhum tipo de leis contra atividades sexuais entre pessoas do mesmo sexo não comerciais, privadas, adultas e consensuais. A idade de consentimento atualmente é de 18 anos para todas as pessoas, independentemente de sua orientação sexual. No caso de relações sexuais fora do casamento- no caso onde os casamentos são válidos pela Igreja Católica e pelas leis da Cidade do Vaticano- a idade de consentimento igual é 14 anos  
Os diplomatas estrangeiros, para serem credenciados, não devem fazer parte de uma família do mesmo sexo,  e não devem ser divorciados .  Em 2008, Jean-Loup Kuhn-Delforge, que é um diplomata abertamente gay e que está numa união civil com o seu parceiro, foi rejeitado pelos oficiais da Igreja Católica para ser o embaixador francês da Santa Sé. Em 2015, Laurent Stefanini, abertamente gay, foi também rejeitado para ser o embaixador da França, apesar de estar solteiro.   

## Direitos civis
O Estado da Cidade do Vaticano não possui nenhumas provisões de direitos civis que incluam a orientação sexual e a identidade de género.

## Reconhecimento de relacionamentos entre pessoas do mesmo sexo
A Cidade do Vaticano sempre expressou o seu desacordo e descontentamento a qualquer tipo de reconhecimento civil de uniões do mesmo sexo, casamento homossexual ou direitos de homoparentalidade, que dois homens ou duas mulheres possam adotar uma criança, algo que ainda é ilegal na Itália.  

## Proteções contra discriminação
O Vaticano tem o direito de remover, suspender e despedir imediatamente qualquer oficial  ou empregado que admita publicamente ser gay ou que questione o ponto de vista e as crenças do Vaticano em relação à homossexualidade, já que é considerado como um pecado sexual, que vai contra a natureza e portanto contra as leis de Deus, no Cristianismo.  

## Protestos

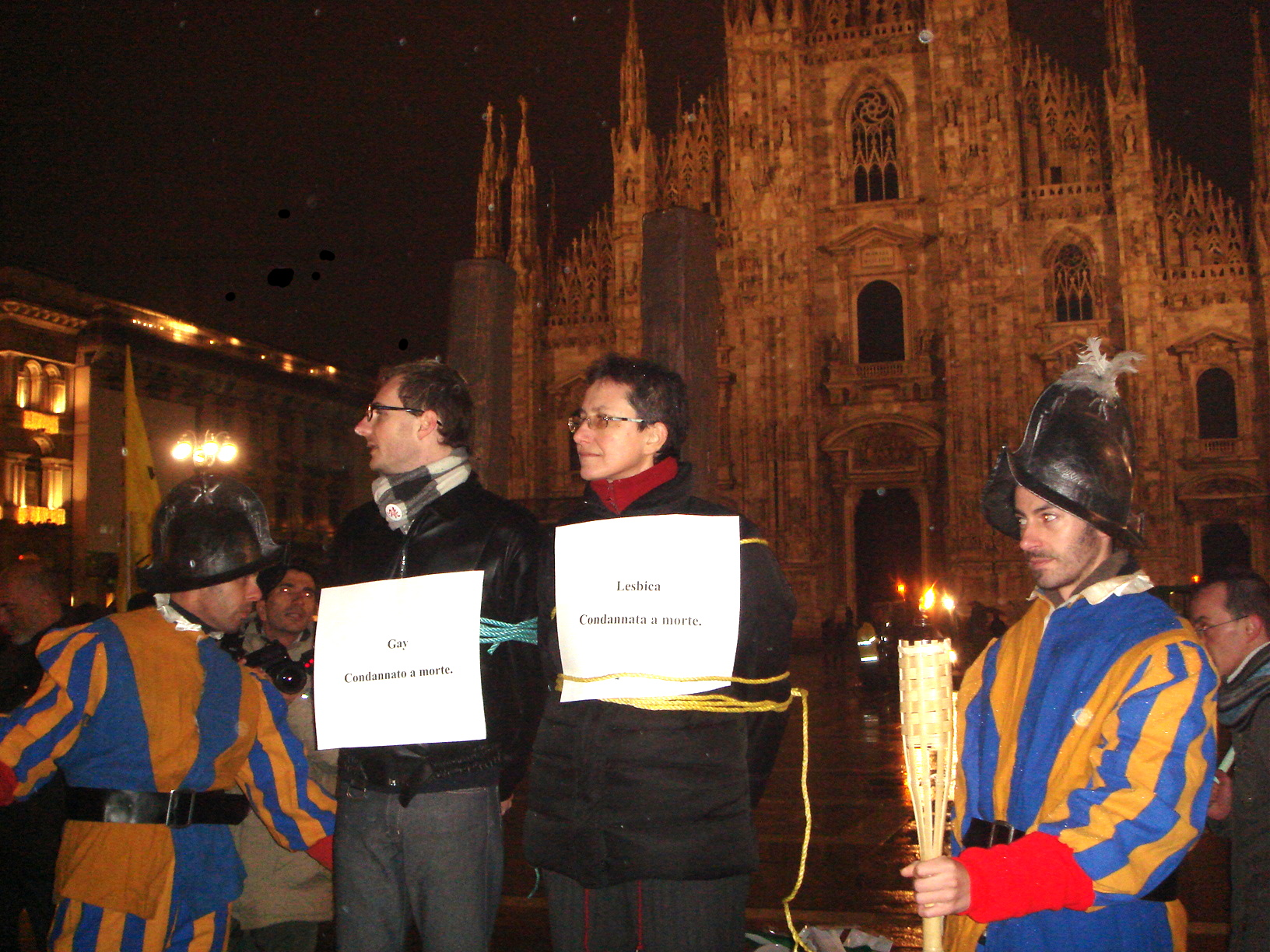
Ativistas protestaram em dezembro de 2008 em Milão contra o anúncio feito pelo Observador Permanente do Vaticano nas Nações Unidas de que o Vaticano votaria contra uma resolução da ONU que apelava à descriminalização da homossexualidade.

Em 13 de Janeiro de 1998, o ativista LGBT de Arcigay Alfredo Ormando pôs fogo a si mesmo na praça de São Pedro em protesto contra a renegação dos homossexuais que sempre foi demonstrada pela religião cristã. Como resultado das várias queimaduras que sofreu, ele morreu alguns dias depois num hospital italiano, já que o Vaticano não possui hospitais graças ao seu tamanho, portanto todo o mundo é impedido de doar sangue, graças à falta de serviços hospitalares.      

## Influência
Em 2021, o ministro das relações exteriores, o Arcebispo Paul Richard Gallagher, entregou uma carta ao embaixador italiano na Cidade do Vaticano, demonstrando "preocupação" em relação a uma lei do parlamento italiano que visava proteger legalmente todos os LGBT italianos contra todo o tipo de violência e discriminação. A carta dizia que essa lei. que proibia o incentivo a crimes de ódio, era uma violação da liberdade de expressão e liberdade religiosa e pediu para que a lei fosse reformulada para que nenhum tipo de "liberdade" fosse retirada.      

## Tabela de resumo
| Atividade sexual entre pessoas do mesmo sexo é legal                                                              | </img> (Desde 1890) |
| Igualdade de idade de consentimento (18)                                                                          | </img> (Desde 1890) |
| Leis antidiscriminação apenas no emprego                                                                          | </img> (A Santa Sé reserva-se o direito de afastar, suspender e despedir imediatamente qualquer funcionário que se declare homossexual ou contra a posição da Igreja Católica sobre a homossexualidade ou a transexualidade) |
| Leis antidiscriminação no fornecimento de bens e serviços                                                         | </img> |
| Leis antidiscriminação em todas as outras áreas (incluindo discriminação indireta, discurso de ódio)              | </img> |
| Casamento entre pessoas do mesmo sexo                                                                             | </img> |
| Gays, lésbicas e bissexuais autorizados a servir abertamente no Corpo da Gendarmaria e na Pontifícia Guarda Suíça | </img> |
| Acesso à fertilização in vitro para lésbicas                                                                      | </img> |
| Barriga de aluguel comercial para casais gays                                                                     | </img> |
| Autorizado a doar sangue                                                                                          | </img> Não há hospitais no Vaticano para doar sangue, nem qualquer política oficial para proibir a doação de sangue para homossexuais e/ou transexuais.                                                                      |